# Mehdi Karroubi
Mehdi Karroubi (em persa: مهدی کروبی, Mehdī Karrūbĩ; Aligoudarz, Lorestão, 26 de setembro de 1937) é um influente político reformista  e mujtahid iraniano. 
Foi presidente do Majlis  (parlamento do Irã) de 7 de agosto de 1989 a 7 de agosto de 1992 e de 7 de agosto de 2000 a 7 de agosto de 2004. Foi também candidato a Presidente da República nas eleições presidenciais de 2005 e 2009. Atualmente é líder do Movimento Verde Iraniano  e preside o Partido da Confiança Nacional.
É membro fundador  e antigo presidente da Associação dos Clérigos Combatentes. Karroubi tem uma posição crítica em relação ao Conselho de Guardiães e ao sistema judicial iraniano. Por indicação do Líder da Revolução, foi membro do Conselho de Discernimento, tendo renunciado a suas funções em 19 de junho de 2005, após o primeiro turno das eleições de  2005.
É descrito como sendo "moderado", com uma base de apoio  "preponderantemente rural". Karroubi se considera  um reformista pragmático e atualmente é um dos líderes do movimento de oposição no Irã.
Quando irromperam  as  revoluções da Tunísia e  do Egito, os líderes do Movimento Verde Iraniano promoveram manifestações em 14 de fevereiro de 2011. O governo respondeu colocando os líderes do movimento em prisão domiciliar e, no dia 14 de fevereiro, a TV estatal iraniana transmitiu imagens de aproximadamente 50 parlamentares conservadores em passeata pelo salão principal do parlamento gritando "Morte a Moussavi, morte a Karroubi". Uma declaração dos parlamentares conservadores transmitida pela agência oficial de notícias IRNA dizia: "Mehdi Karroubi e Mir Hossein Mussavi espalham a corrupção sobre a terra e devem ser julgados." "Espalhar a corrupção sobre a terra" (Mofsed-e-filarz) é um crime punido com a pena de morte do qual algumas vezes foram acusados os dissidentes políticos na República Islâmica do Irã.  Segundo relatos, Karroubi, assim como o líder de oposição Mir Hossein Mousavi e as respectivas esposas, Fatemeh Karroubi e Zahra Rahnavard, foram levados de casa para a Penitenciária Heshmatiyeh, em Teerã, em fevereiro de 2011.